# À la recherche de Madame Noël
À la recherche de Madame Noël (Finding Mrs. Claus) est un téléfilm de Noêl canadien réalisé par Mark Jean et diffusé aux États-Unis le 2 décembre 2012 sur Lifetime.

## Synopsis
Hope, une petite fille gentille, adorable et pleine d'énergie, vit à Las Vegas seule avec sa mère célibataire. Elle est triste de voir sa mère ne plus croire en l'amour, ni à la magie de Noël. Elle décide alors d'écrire à la femme du père Noël. Touchée, cette dernière décide de se rendre à Las Vegas pour aider Hope et se lie avec la maman afin de jouer les marieuses.

## Fiche technique
- Titre original : Finding Mrs. Claus
- Réalisation : Mark Jean
- Scénario : Kevin Leeson et Andrea Seybold
- Photographie : Neil Cervin
- Musique : Michael Richard Plowman (en)
- Pays d'origine :  Canada
- Langue originale : anglais
- Durée : 89 minutes
- Date de diffusion :
  -  France : 22 décembre 2013 sur TF1

## Distribution
- Mira Sorvino (VF : Danièle Douet) : Jessica Claus
- Will Sasso (VF : Frédéric Darie) : Kris Claus
- Laura Vandervoort (VF : Noémie Orphelin) : Noelle
- Andrew Walker (VF : Alexandre Gillet) : Myles
- Aislyn Watson (VF : Alice de Vitis) : Hope
- Meg Roe (VF : Nathalie Kanoui) : Anika
- Geoff Gustafson (VF : Vincent Ropion) : Calvin
- Adam Greydon Reid (en) (VF : Xavier Béja) : Duncan
- Andy Thompson (en) (VF : Bertrand Nadler) : Evan Knight
- Kristine Cofsky : Brandy

Sources et légende : Version française selon le carton de doublage français.

## Accueil
Le téléfilm a été vu par 1,699 million de téléspectateurs lors de sa première diffusion.